# Teodor Trąmpczyński
Teodor z Kawęczyna Trąmpczyński herbu Topór (zm. 12 maja 1814 roku) – szambelan Stanisława Augusta Poniatowskiego w 1788 roku.